# Сестри Фокс
Кейт (англ. Kate Fox, 1837—1892), Маргарет (англ. Margaret Fox, 1833—1893) і Лія Фокс (англ. Leah Fox, 1813—1890); три сестри з Нью-Йорка, що в 1848 році опинилися в центрі подій у Гайдсвіллі і зіграли ключову роль в становленні і розвитку спіритуалізму, який вже до 1855 року налічував 1 мільйон послідовників.
Всі вони користувались успіхом як медіуми протягом багатьох років. Згодом Кейт і Маргарет Фокс зайнялися професійним медіумізмом. У пресі їх діяльність критикувалась і висміювалась, однак сер Вільям Крукс, який досліджував феномен Кейт Фокс, не знайшов приводів запідозрити її в шахрайстві. У 1888 році репутації всіх трьох сестер Фокс було завдано непоправної шкоди після того, як Маргарет опублікувала самовикриття, від якого вже через рік відреклася. Кейт, Лія і Маргарет померли в 1890—1893 роках одна за одною в злиднях.

## Історія
У 1848 році фермер Джон Фокс з дружиною і дочками Кейт і Маргарет оселився в Гайдсвіллі, штат Нью-Йорк; місті, який був частиною району Аркадія в Уейн Каунті. Якщо вірити книзі Лії Фокс The Missing Link in Modern Spiritualism (1885), психічні здібності передалися всім трьом сестрам у спадок. Їх прабаба володіла даром яснобачення, а тітка, Елізабет Гіґґінс — про що згадував Р. Д. Оуен в книзі Footfalls on the Boundary of Another World (1860), побачила уві сні власний надгробок з точною датою своєї смерті, що підтвердилося згодом.
Будинок в Гайдсвіллі мав репутацію «нехорошого». У 1843—1844 тут жила родина Беллов, у яких підробляла служницею (тоді ще школярка) Лукреція Пулвер. Саме її свідчення згодом дозволили скласти картину (можливо) досконалого злочину, жертвою якого виявився проїжджий торговець домашнім начинням, який зупинився в будинку на кілька днів, а потім безслідно зник.
Міс Пулвер стверджувала, що незабаром після приїзду в будинок торговця, вона була звільнена без всяких пояснень, а кілька днів потому — після того, як гість зник (господарі стверджували, що він поїхав, але на цей рахунок у неї пізніше виникли сумніви) — була запрошена знову. Незабаром з кімнати, яку винаймав зниклий торговець, стали доноситися стукіт і шум. Після від'їзду Беллов в будинок вселилася спочатку сім'я Уікманов, потім сім'я Лейф.
Члени обох сімей стверджували, що чули стукіт, а місіс Лейф — одного разу побачила привид чоловіка в чорному пальто. Не витримавши нічного шуму, Лейф поспішно покинули будинок, а на їх місце в 1848 році прибула сім'я Фокса, фермера, який приїхав в Нью-Йорк з Канади і очікував закінчення будівництва власного будинку на придбаній земельній ділянці.

### Фокси в Гайдсвіллі
Вже через кілька днів після вселення Фоксів в будинку з'явився незрозумілий шум. Кеті, одна з двох дочок фермера, стверджувала, що вночі її торкалася холодна рука. Маргарет клялася, що чиїсь руки стягували з неї вночі ковдру. Місіс Фокс також стверджувала, що постійно чула в порожній кімнаті нагорі кроки, які кожен раз спускалися разом з невидимим гостем в підвал. Фокс, людина далекий від містицизму, почав шукати логічні пояснення того, що відбувається. Він обійшов весь будинок, намагаючись знайти джерела шумів в мостинах і в стінах, перевірив вікна і двері на предмет можливих вібрацій, але нічого не виявив.
Подальші події залишилися в історії у викладі членів сімейства Фоксів. Увечері 31 березня 1848 року, коли глава сім'ї почав свою чергову інспекцію будинку, Кейт помітила, що невидимка кожен раз в точності копіює стукіт батька, немов би пропонуючи контакт.
Кейт зверталася до невидимки «Містер Сплітфут», що є призвіськом Диявола, і двічі поплескала в долоні. Кілька секунд потому пролунав подвійний плескіт, що йшов, здавалося, з глибини стіни. Дівчинка продовжила експеримент вже в присутності інших членів сім'ї. Місіс Фокс попросила невидимку стукотом вказати вік своїх дочок (а також третьої дитини, померлої в дитинстві) і отримала правильні відповіді.
Збентежений містер Фокс запросив до хати сусідів. Всі ці переконані скептики незабаром змінили своє ставлення до невидимої суті, яка точно назвала вік і різні дати життів кожного з них. Фермер на ім'я Вільям Дьюслер вирішив ускладнити процес спілкування і розробив спеціальний алфавіт для прибульця, а також код, який дозволяв особливими стукотами відповідати: «так» або «ні». Користуючись запропонованим способом спілкування, сутність проінформувала присутніх про те, що є духом (за п'ять років до цього) пограбованого, убитого і похованого в підвалі цього будинку торговця на ім'я Чарльз Б. Росма.

### Пошук останків
Сталося так, що серед присутніх гостей була Лукреція Пулвер: вона розповіла свою історію, згадавши також, що бачила в підвалі будинку свіжу землю, а в кухні — товар, який належав торговцю (господарі стверджували, ніби купили її до його від'їзду). Фокс і Дьюслер вирушили на місце, вказане Лукрецією, почали розкопки і незабаром знайшли уламок кістки з кількома волосками. Місцевий лікар підтвердив, що знахідка є осколком людського черепа.
Згодом свідчення Фоксів неодноразово ставилися під сумнів — саме тому, що повного скелета в будинку знайдено не було. Але в 1904 році (після того вже, як обидві сестри померли), відбулася подія, яка багатьма була розтлумачена як доказ істинності їх тверджень. У розваленій стіні підвалу був виявлений труп колись замурованої людини, яка за деякими ознаками могла бути тим самим зниклим торговцем, про який розповіла Лукреція Пулвер. Однак людина з іменем Чарльз Б. Росма ніколи не значилася в Америці як така, що зникла без вісти.

## Після Гайдсвілля
Кейт і Маргарет попрямували в Рочестер, місто неподалік: Кейт оселилася в будинку старшої сестри Лії, Маргарет в будинку брата Девіда. Незабаром з'ясувалося, що загадкові стуки послідували за ними. Емі і Айзек Пост, подружня пара квакерів-радикалів, яка товаришувала з сімейством Фоксів, запросила сестер до себе в будинок.
Вони переконалися в істинності цього феномена і тут же поширили звістку про нього в співтоваристві квакерів: це середовище сформувало ядро перших переконаних спіритуалістів і зумовила зв'язок останнього з політичними рухами, зокрема, за скасування рабства, пропаганду утримання і боротьбу за рівні права жінок.
Сестри Фокс здобули популярність своїми публічними сеансами. Починаючи з 1850 року в Нью-Йорку їх сеанси відвідували, в числі інших і Вільям Каллен Брайант, Джордж Банкрофт, Джеймс Фенімор Купер, Натаніель Паркер Вілліс, Горацій Грилі, Соджурнер Трус, Вільям Ллойд Гаррісон.
Уже в лютому 1851 року з'явилися перші повідомлення про «викриття» сестер Фокс. Троє докторів Університету в Буффало опублікували заяву в Commercial Advertiser, де стверджували, що стуки, що лунають в їх присутності, обумовлені «анатомічними особливостями» цих трьох жінок.. У квітні 1881 року місіс Норман Калвер, родичка Фоксів, публічно заявила про те, що Маргарет зізналася їй в шахрайстві і розповіла про те, що сестрам нібито допомагала якась голландська дівчинка-служниця, що видавала стуки в потрібні моменти, сидячи під підлогою будинку, в підвалі.
У цих повідомленнях виявилися невідповідності. Виявилося, що у Фоксів не було служниці, що незрозумілі шуми чулися під час сеансів, що проводилися за межами будинку і т. д. Але «викриття» створило такий ефект, що на сестер в американській пресі обрушився шквал критики. Єдиним їхнім захисником виявився Горацій Грилі, відомий видавець і політик, який став свого роду опікуном сестер Фокс. Інтерес Грилі до феномену Фокс був настільки великий, що він допоміг Кейт закінчити навчання.
Протягом кількох наступних років безліч людей раптово «виявили» в собі здатність спілкуватися з духами: так сестри Фокс поклали початок цілому руху, яке до 1855 налічувало мільйон прихильників. Стали проводитися і більш серйозні спроби вивчення феномена сестер Фокс. У 1857 газета Boston Courier запросила медіумів до участі в повномасштабному дослідженні за участю гарвардських професорів в Бостоні. Кейт і Лія були в числі тих, хто погодився на роль піддослідних. Комісія займалася вивченням феномена кілька років, потім довго обіцяла опублікувати звіт, але цього так і не зробила.

### Сеанси Кейт Фокс з Лівермор
У 1861 році Кейт Фокс здобула ментора і менеджера в особі бізнесмена Чарльза Ф. Лівермора, банкіра з Нью-Йорка, чия дружина Естелла померла за рік до цього. Протягом п'яти років Кейт дала для нього майже 400 сеансів, хід яких був детально документований.
Сеанси проводилися з використанням всіх можливих методів контролю за медіумом, в присутності відомих публічних персон, найчастіше в будинку самого Лівермора. Медіум, якщо вірити свідкам, перебуваючи в повній свідомості, багаторазово матеріалізувала недооформлену фігуру Естелли, яка протягом довгого часу залишалася невпізнаною — до тих пір, поки на 43-му сеансі навколо неї не виникло «психічне світіння».
З плином часу матеріалізація стала більш повною, але говорити фігура майже не могла: їй вдавалося лише кілька слів, спілкування за допомогою стукотів і автоматичного письма. «Естелла» і фантом, що іменував себе «Бенджаміном Франкліном», писали на картках, які заздалегідь приносив сам Лівермор, причому останній стверджував, що почерк матеріалізованої фігури був абсолютно ідентичний почерку його покійної дружини.
На 388-му сеансі Естелла оголосила, що з'являється в останній раз. З цих пір Лівермор її жодного разу не бачив. На знак подяки за «розраду» він фінансував поїздку Кейт в Англію в 1871 році. У листі Бенджаміну Колману він із захопленням говорив про «ідеальний характер» Кейт Фокс хоч і докладно описував її дивацтва і відхилення від норми.
Кар'єра медіума Кейт Фокс в Англії не була затьмарена інцидентами. Вона проводила сеанси для відомих людей, виступала спільно з Д. Д. Хьюмом і Агнес Гаппи-Фолькман, а потім надала всі можливості для дослідження Вільям Круксу. У 1883 році, через два роки після смерті чоловіка, Кейт відвідала Росію на запрошення О. М. Аксакова і була прийнята членами царської сім'ї, для якої провела кілька сеансів.

#### Дослідження Крукса
У середовищі спіритуалістів вважалося, що Кейт Фокс — медіум великої сили, здатна виробляти не тільки звукові ефекти, але і багато інших явищ. В її присутності, якщо вірити свідченням очевидців, виникали незрозумілі світіння, з'являлися «матеріалізовані руки», спостерігалося пересування предметів на відстані. Кейт Фокс стала одним з трьох медіумів, досліджувати феномен яких в 1871—1874 роках взявся сер Вільям Крукс. Він писав: «… Подібні звуки можна почути в присутності майже кожного медіума … Але в силі і впевненості ніхто не зрівняється з міс Кейт Фокс … З більшістю медіумів необхідно проводити формальні сеанси, щоб щось почути, але їй, схоже, досить покласти руку на об'єкт, щоб в ньому чулися глухі гучні стуки, що нагадують потрійний пульсуючий удар, причому звуки ці іноді чутні були за кілька кімнат від тієї, де ми перебували. Подібні стуки я чув в живому дереві, в склі, в залізному дроті, в простягнутій мембрані, в тамбурині, в даху таксі та в паркеті театральної підлоги. Більш того, сам цей контакт не завжди і необхідний; я чув, як ці звуки лунали в підлозі або стінах, навіть коли медіума тримали за руки і за ноги, коли вона стояла на стільці … і коли вона, втративши свідомість, впала з дивана … Я піддавав всіляким перевіркам цей феномен до тих пір, поки не впевнився в тому, що він має об'єктивний характер і не є результатом механічного впливу, виробленого обманним шляхом». (У. Крукс).

### Кейн і Дженко
Лія після смерті першого чоловіка вийшла за процвітаючого банкіра з Волл-стріт. Маргарет в 1852 році познайомилася з Елайша Кейном, дослідником Арктики. Кейн, переконаний в тому, що Маргарет і Кейт займалися шахрайством за підтримки старшої сестри Лії, намірився вирвати Маргарет з «порочного кола змовників».
Після одруження Маргарет перейшла в католицтво. Кейн помер в 1857 році і незабаром після цього вдова відновила свої заняття медіумізмом. В опублікованій книзі в 1865 році «The Love Letters of Dr. Elisha Kane» в значній мірі підтвердили підозри скептиків, оскільки в ній Кейн безперестанку дорікав свою дружину в тому, що та «живе в обмані і лицемірстві».
У 1876 році Маргарет возз'єдналася з сестрою Кейт, яка до цього часу жила в Англії. Це була друга поїздка Маргарет в Англію: першу в 1871 році оплатив нью-йоркський банкір. Гастролі розглядалися як місіонерський захід. Маргарет влаштовувала сеанси тільки для відомих персон.
14 грудня 1872 року Кейт Фокс вийшла за Х. Д. Дженко, лондонського юриста і ентузіаста-спіритуаліста. Обидва їх сини, якщо вірити сучасникам, в ранньому віці мали виражені екстрасенсорні здібності. Дженко помер в 1881 році.

### Спад кар'єри
Поступово стреси, пов'язані з психологічними навантаженнями в ході сеансів, що проводилися у відверто ворожій атмосфері, комерційна експлуатація, а головне — відсутність теоретичної бази, спираючись на яку, вони могли б пояснити, що відбувається, з точки зору науки чи релігії, згубно позначилися на психічному стані сестер: Кейт і Маргарет пристрастилися до алкоголю.
У 1888 році Кейт і Маргарет розсварилися як з сестрою Лією, так і з деякими провідними спіритуалістами, які вважали, що Кейт не в змозі гідно виконувати материнські обов'язки, тому що страждає на алкоголізм. Духовної кризи зазнала і Маргарет: вона раптом запевнила себе в тому, що її здібності «походять від диявола» і вирішила знову повернутися до католицької церкви.

#### Маргарет Фокс: подвійне викриття
Обидві сестри вирушили в Нью-Йорк, де репортер запропонував їм 1,500$ за «сенсаційне викриття». 21 жовтня 1888 року Маргарет виступила в нью-йоркській Academy of Music, де також була присутня Кейт. Перед аудиторією в 2 тисячі чоловік Маргарет продемонструвала спосіб, яким вона видавала стуки. Лікарі на сцені впевнилися в тому, що звуки вироблялися клацанням суглоба великого пальця ноги.
В той же день в газеті New York World з'явилася публікація з розповіддю Маргарет Фокс, в якій та давала нове трактування подій, які відбувалися в Гайдсвіллі, стверджуючи, що спілкування з «духовною сутністю» було інсценовано.
На спіритуалістів це визнання не справило враження: багато хто стверджував, що звуки, які лунали в присутності Кейт і Маргарет, лунали в різних частинах приміщень, а іноді і за їх межами. Гаррі Гудіні, який брав участь в дискусії стверджував, що «просторовий ефект» при клацаннях суглобами цілком можливий, оскільки «звукові хвилі відбиваються як і світлові, і при деяких умовах важко встановити їх джерело».
Однак уже через рік (зрозумівши, що комерційний виграш від самовикриття виявився тимчасовим, а всі старі друзі її засуджують), Маргарет Фокс виступила зі зреченням, текст якого опублікував New York Press 20 листопада 1889 року. У ньому, зокрема, говорилося: «З волі Господа я повинна визнати, що несправедливо звинувачувала спіритичний рух, перебуваючи під сильним впливом кіл, вороже налаштованих проти нього. Я невірно тлумачила основи руху, все викриття сталося не з моєї доброї волі. Невидимі сили духу рухали мною, використовуючи мене для вираження думки темної юрби, яка обіцяла благополуччя і щастя замість нападок на спіритуалізм. Їх запевнення були настільки оманливі …» (New York Press, 1889).
Однак всі колишні друзі відвернулися від Маргарет, а преса втратила інтерес до її заяв. Маргарет Фокс, маючи потребу в грошах, безуспішно спробувала повернутися до професійного медіумізму. Як писав Айзек Функ, вона померла в злиднях в 1893 році. За три роки до цього померла старша сестра Лія, в 1892 році — Кейт, відома на той час як місіс Спарр. У 1905 році на зборах Medico Legal Society в Нью-Йорку, де обговорювалися, зокрема, питання, пов'язані зі спіритуалізмом, виступила лікар місіс Меллон, яка протягом останнього місяця життя Маргарет Фокс-Кейн проводила з нею по кілька годин щодня в будинку на 9-й вулиці, де розташовувалася її квартира. Місіс Кейн, за її словами, не в силах була поворухнути ні ногою, ні рукою, не кажучи вже про те, щоб клацати суглобами. При цьому — то в стіні, то в підлозі, то в стелі — лунали гучні стуки: у відповідь на питання, які Маргарет задавала своєму «духовному гіду». Місіс Меллон, як зазначалося, ніколи не була прихильницею спіритуалізму.
Сестри були поховані на Бруклінському кладовищі Cypress Hill.

## Після смерті
У 1916 році старий будинок в Гайдсвіллі, де в 1848 році жила сім'я Фоксів, перейшов у власність нью-йоркської організації Lily Dale, яка у свій час була неофіційною штаб-квартирою американських спіритуалістів. Будинок вигорів вщент в 1955 році. У 1968 році він був реконструйований і відкритий для відвідування туристів. Напис на табличці, що збереглася з 1927 року, говорить: «Місце народження сучасного спіритуалізму в 1848 році». У відбудованому приміщенні відновлена і підвальна ніша, в якій був знайдений скелет.